# 十の脅威
国際連合における十の脅威（英語: High-level Panel on Threats, Challenges and Change）とは、2003年に国際平和と安全保障を脅かす脅威と変革について、国連が独自の調査に基づいて定義した物である。アナン・パンヤーラチュン（タイ王国首相）が議長を務め、国家安全保障問題担当大統領補佐官のブレント・スコウクロフト（アメリカ合衆国）を初めとして、各国の政府首脳がメンバーとして名前を連ねている。2004年12月には国際平和と安全保障を脅かすレポートが発行された。

## 十の脅威の内容
2004年のレポートでは、次の脅威に関する10の委員会が設置された。
1. 貧困
2. 伝染病
3. 環境破壊
4. 国家間レベルの戦争
5. 内戦
6. ジェノサイド
7. その他の残虐行為 (例．性的奴隷や臓器売買を目的とした女性や子供の人身売買)
8. 大量破壊兵器 (核兵器, 化学兵器, 生物兵器)
9. テロリズム
10. 国際犯罪組織